# Syntrichia montana
Syntrichia montana là một loài Rêu trong họ Pottiaceae. Loài này được Nees miêu tả khoa học đầu tiên năm 1819.